# Giovanni Fattori

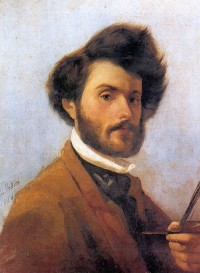
Autoportret de Giovanni Fattori (1854)

Giovanni Fattori (n. 6 septembrie 1825, Livorno, Italia – d. 30 august 1908, Florența, Regatul Italiei) a fost un pictor italian. A fost un reprezentant al mișcării artistice Macchiaioli ("Măzgălitorii"!). 

## Biografie
El provenea din clasa de mijloc. A studiat cu Giuseppe Baldini în Livorno și începând cu 1846 la Accademia di Belle Arti din Florența. La Florența a studiat cu Giuseppe Bezzuoli, frescele lui Ghirlandaio și Filippino Lippi. În anii 1848-1849 a participat la mișcarea de independență. Sub influența lui Giovanni Costa (Nino Costa), s-a alăturat mișcării artistice Macchiaioli. El a fost prieten cu reprezentanții grupului Macchiaioli, Telemaco Signorini, Adriano Cecioni, Vincenzo Cabianca și Cristiano Banti. În 1861 câștigă o competiție pentru o scenă de luptă, cu tabloul Câmp italian după Bătălia de la Magenta, care acum este expus în Galleria d Arte Moderna din Florența. În 1875 a fost pentru scurt timp la Paris, unde a fost influențat de Camille Corot și admirat Édouard Manet. Din 1873 până în 1880 a pictat în Campagna iar în perioada 1880-1890 în zona Maremma din Toscana. În 1895 a devenit profesor peisagist la Accademia di Belle Arti din Florența.
A pictat peisaje, scene rurale și a fost cunoscut pentru scenele de luptă realiste. Alte lucrări importante includ Buoi al carro(1870, Pinacoteca di Brera) și Ritratto della cugina Argia (1861, Galleria d´Arte Moderna, Florența). A pictat câteva capace de cutii pentru trabucuri.
Colacicchi îl numește pictorul cel mai clasic printre neoclasicii și romanticii secolului al 19-lea din Italia. Pe tot parcursul vieții a fost împotriva impresionismului și post-impresionismului. În 1891 a scris o polemică împotriva pointilismului.

## Galerie

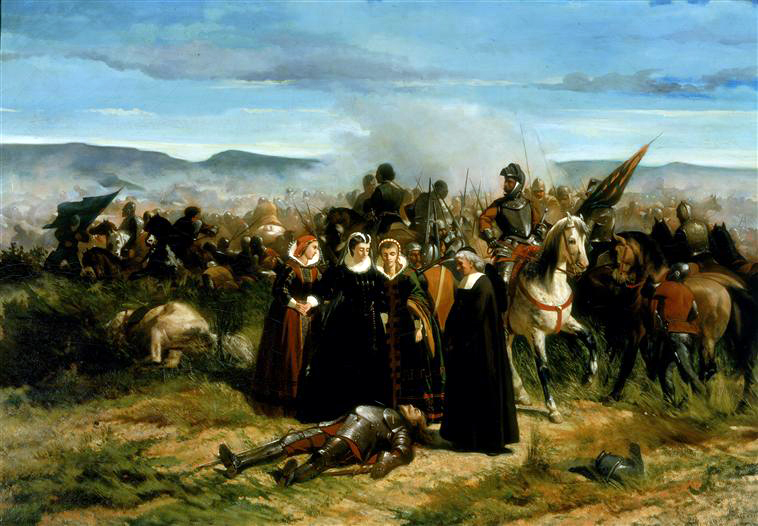
Maria Stuart pe câmpia Crookstone (1858-1861)
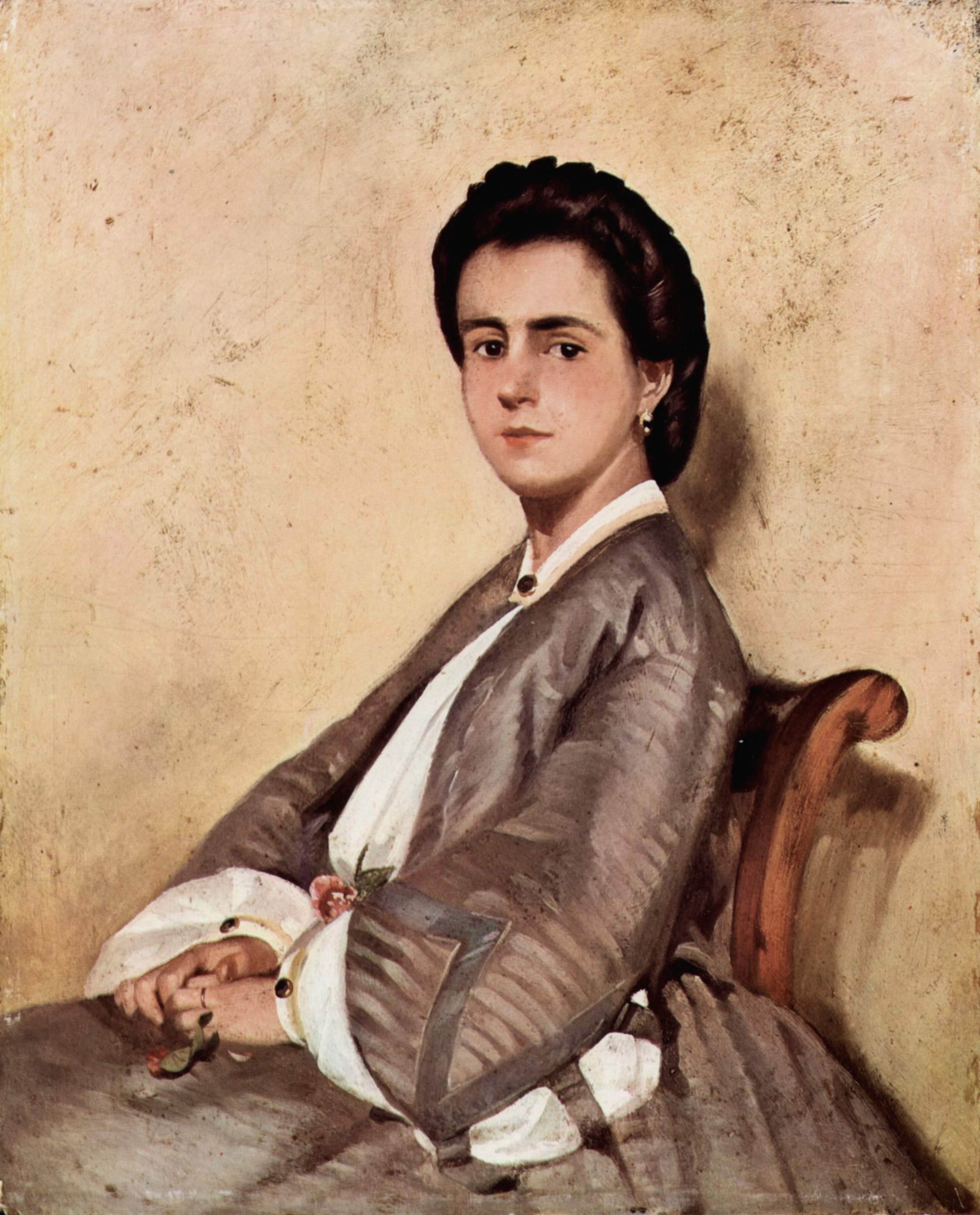
Ritratto della cugina Argia (1861)
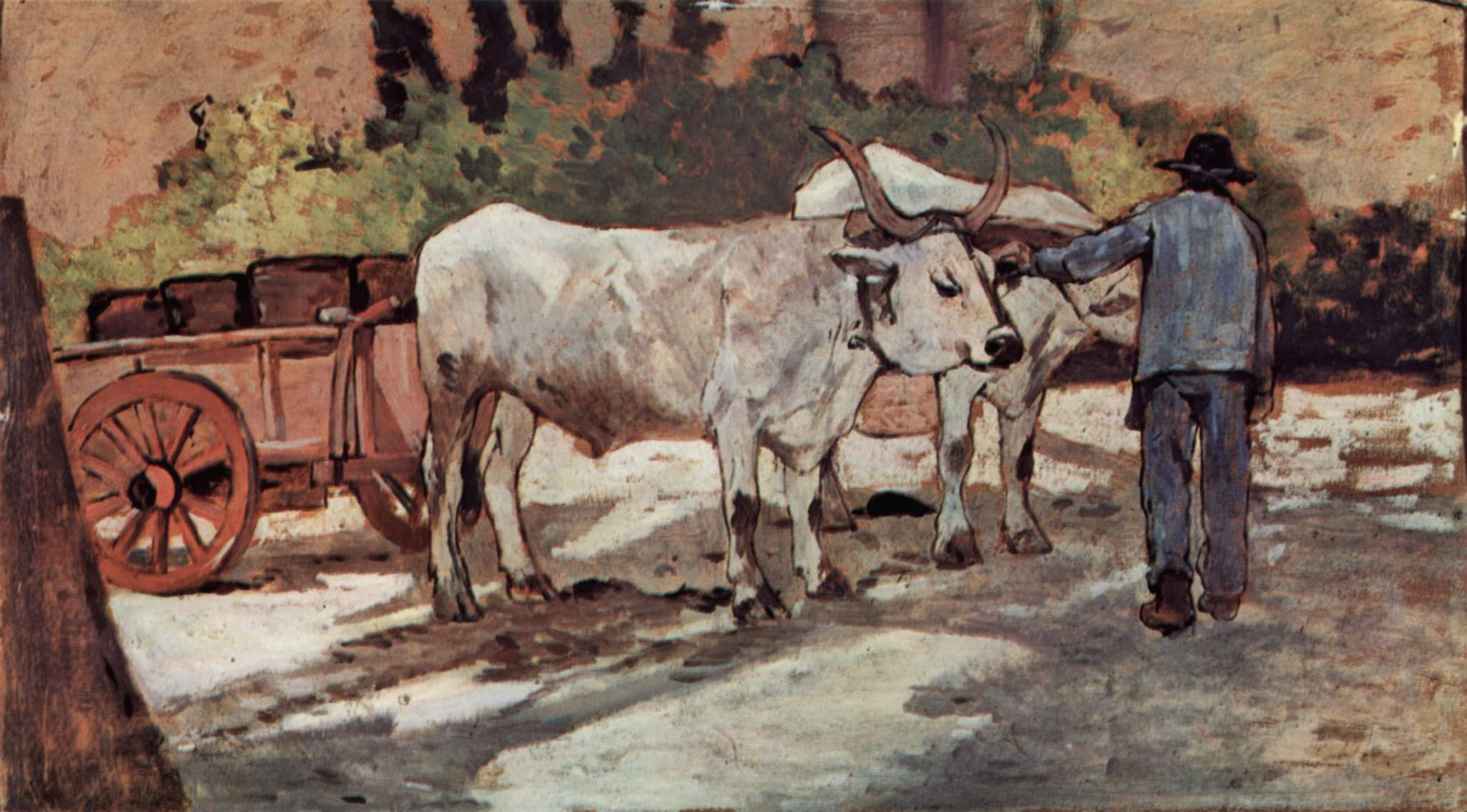
Buoi al carro'
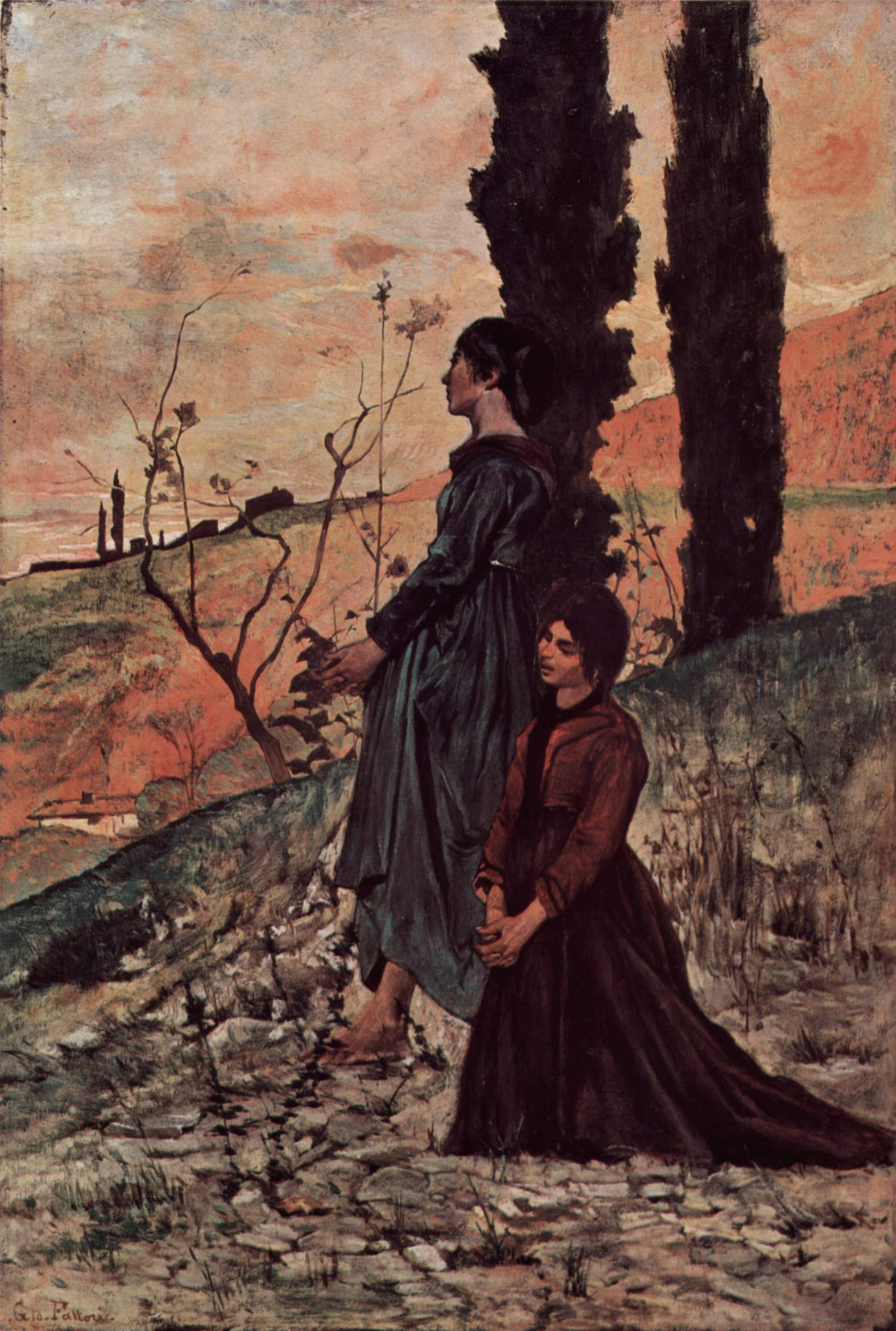
The Evening Prayer, 1865-70
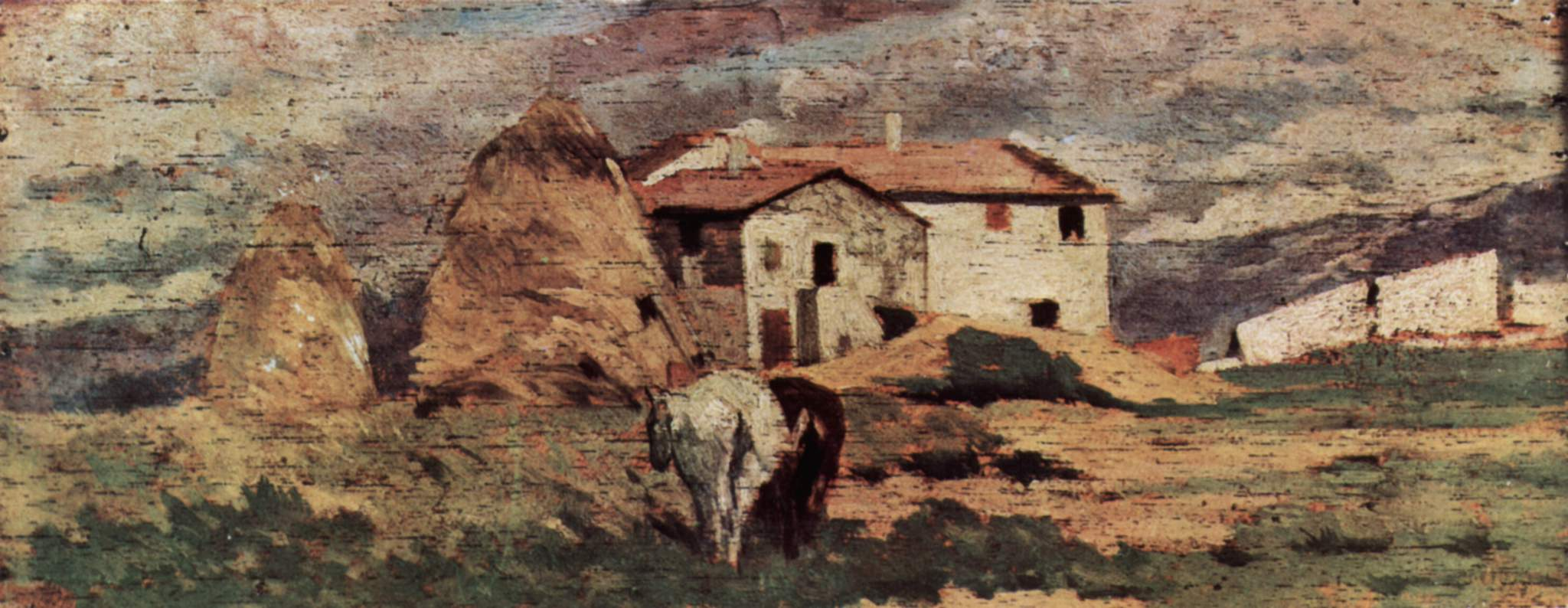
Case nelle campagne livornesi
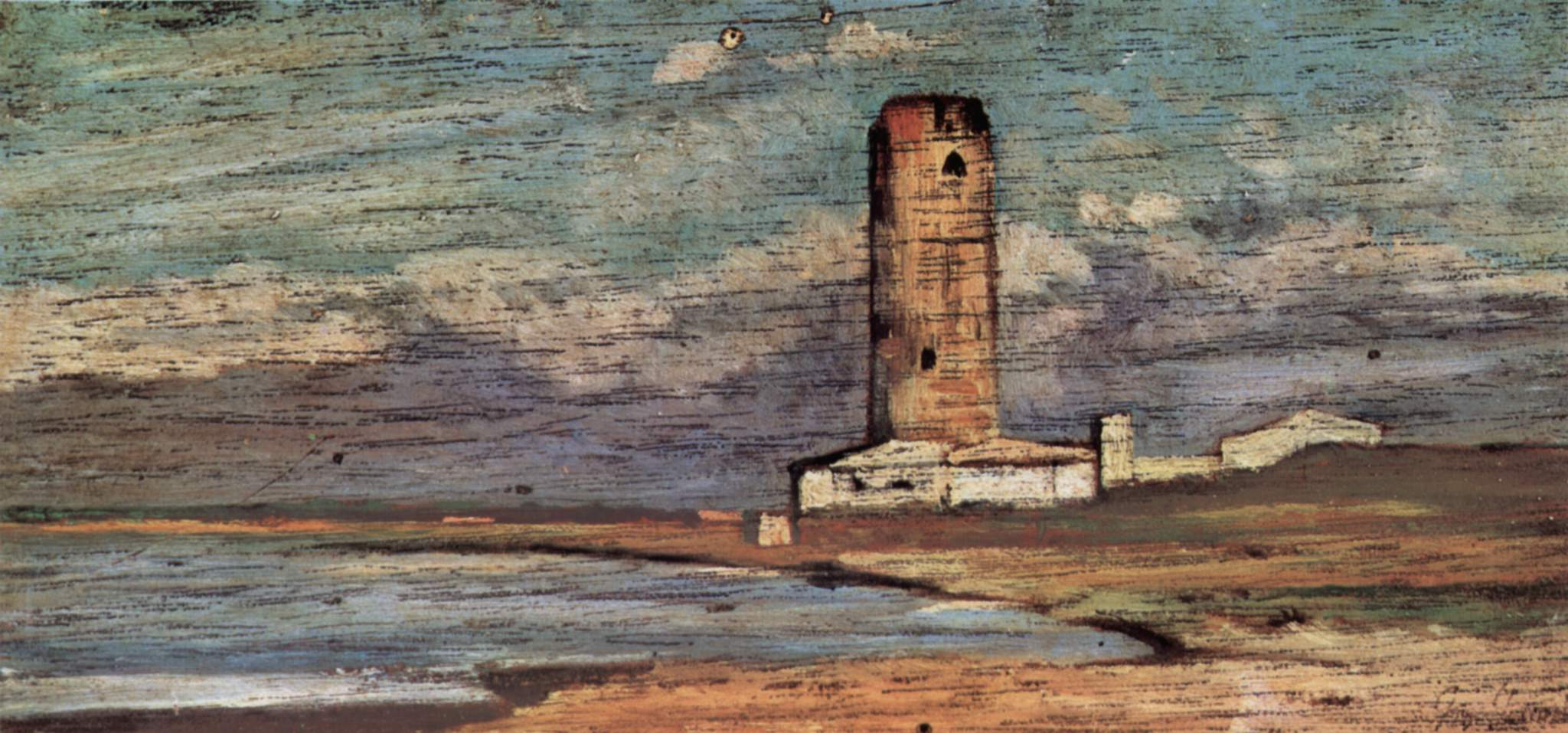
Turn din Magnale
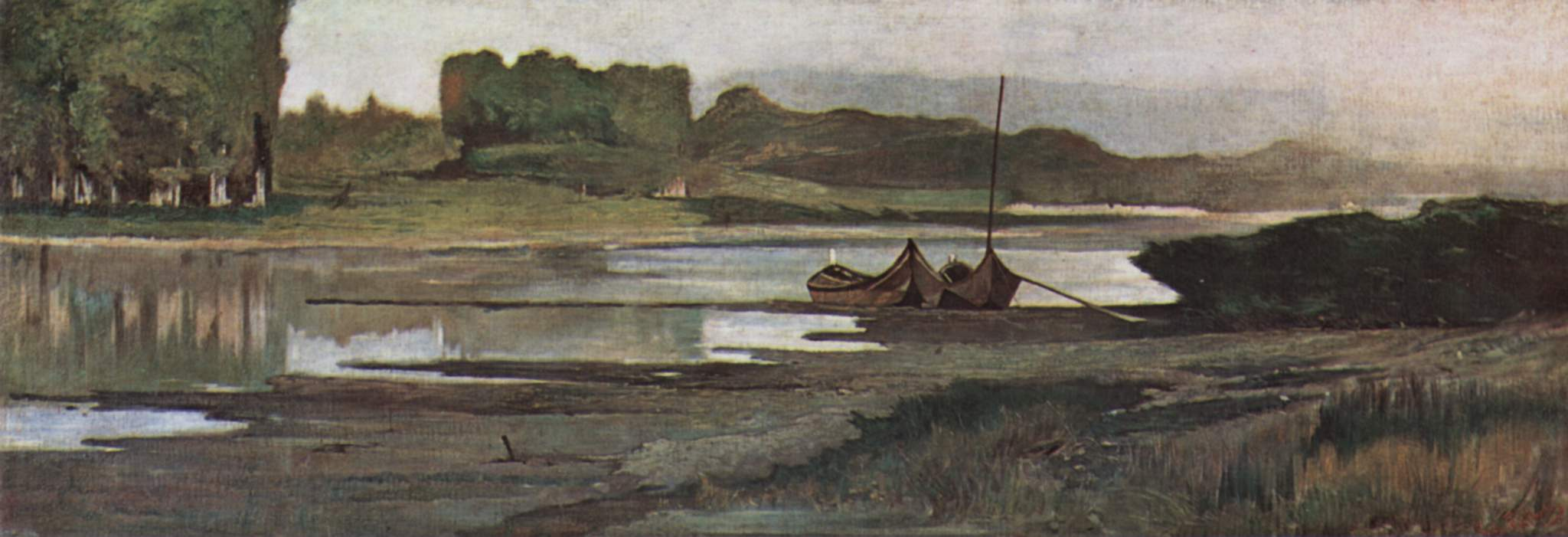
L'Arno presso Bellariva
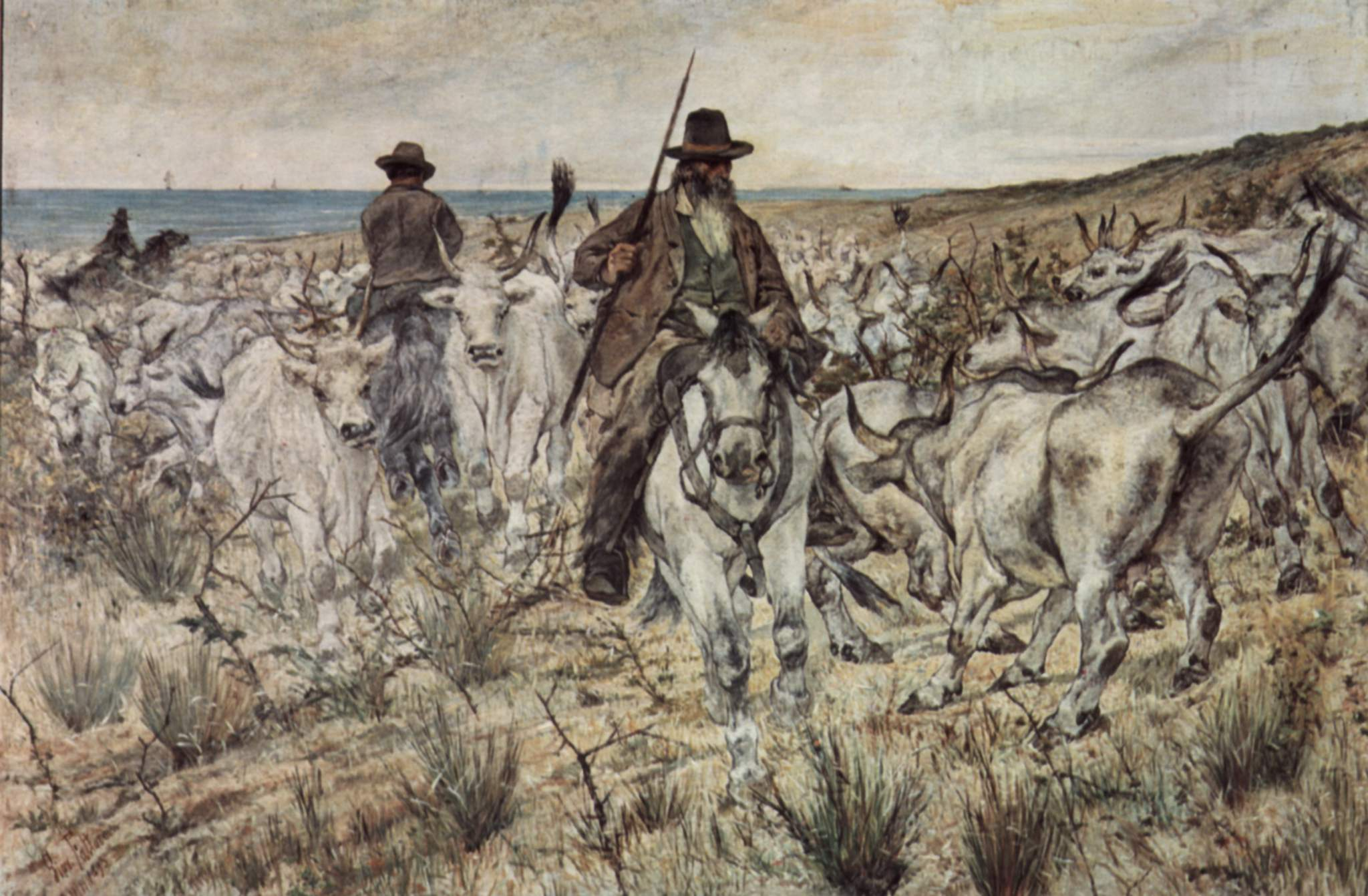
Butteri (1893)
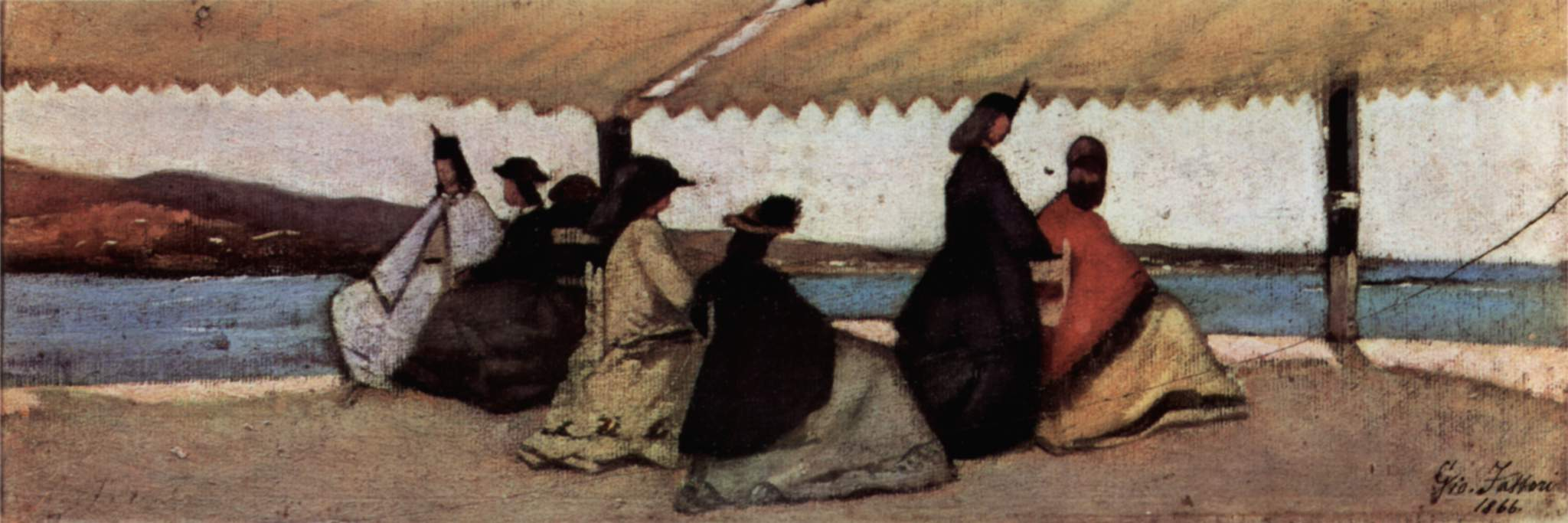
La Rotonda dei bagni Palmieri (1866)
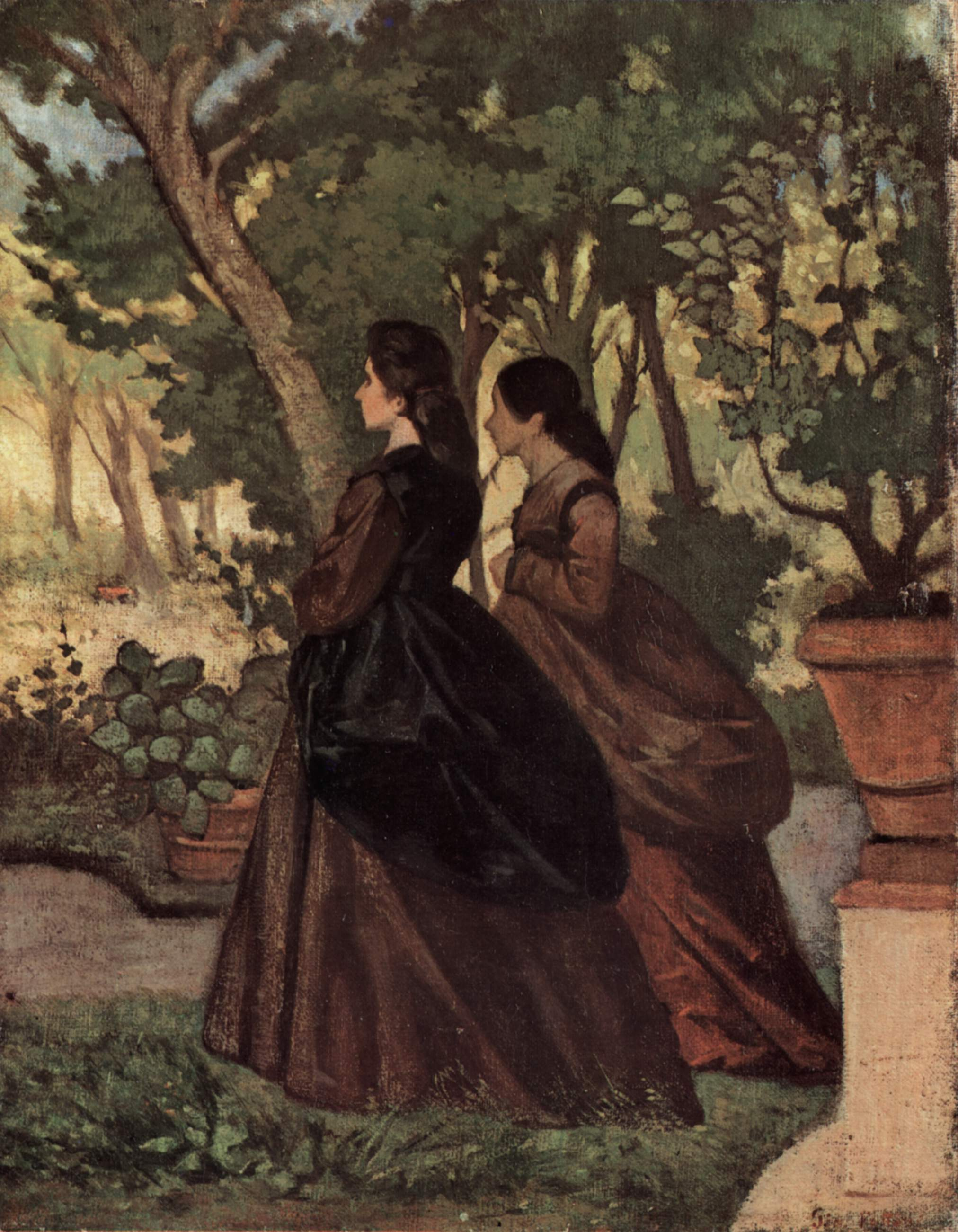
La signora Martelli a Castiglioncello (circa 1867)
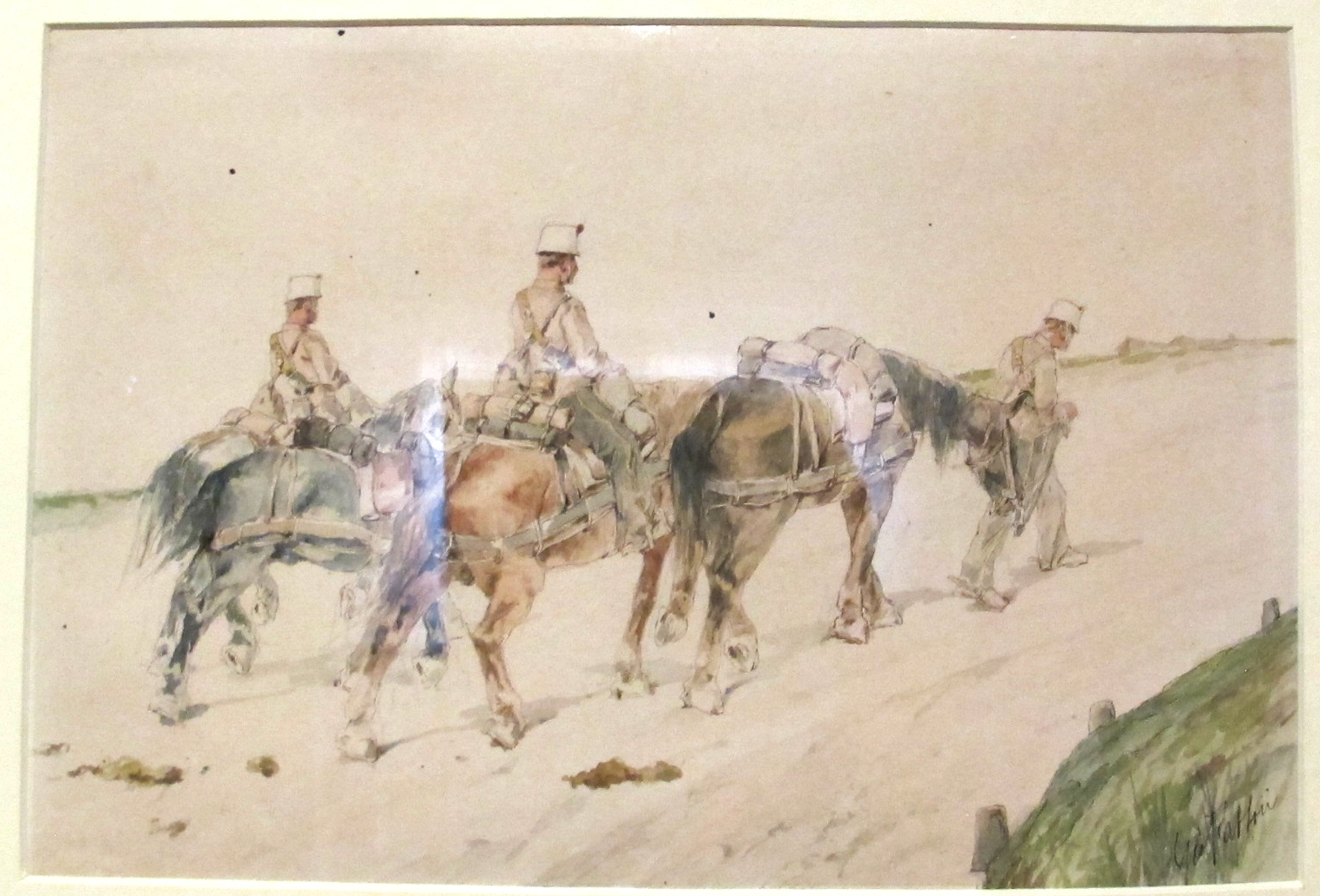
Kavallerie
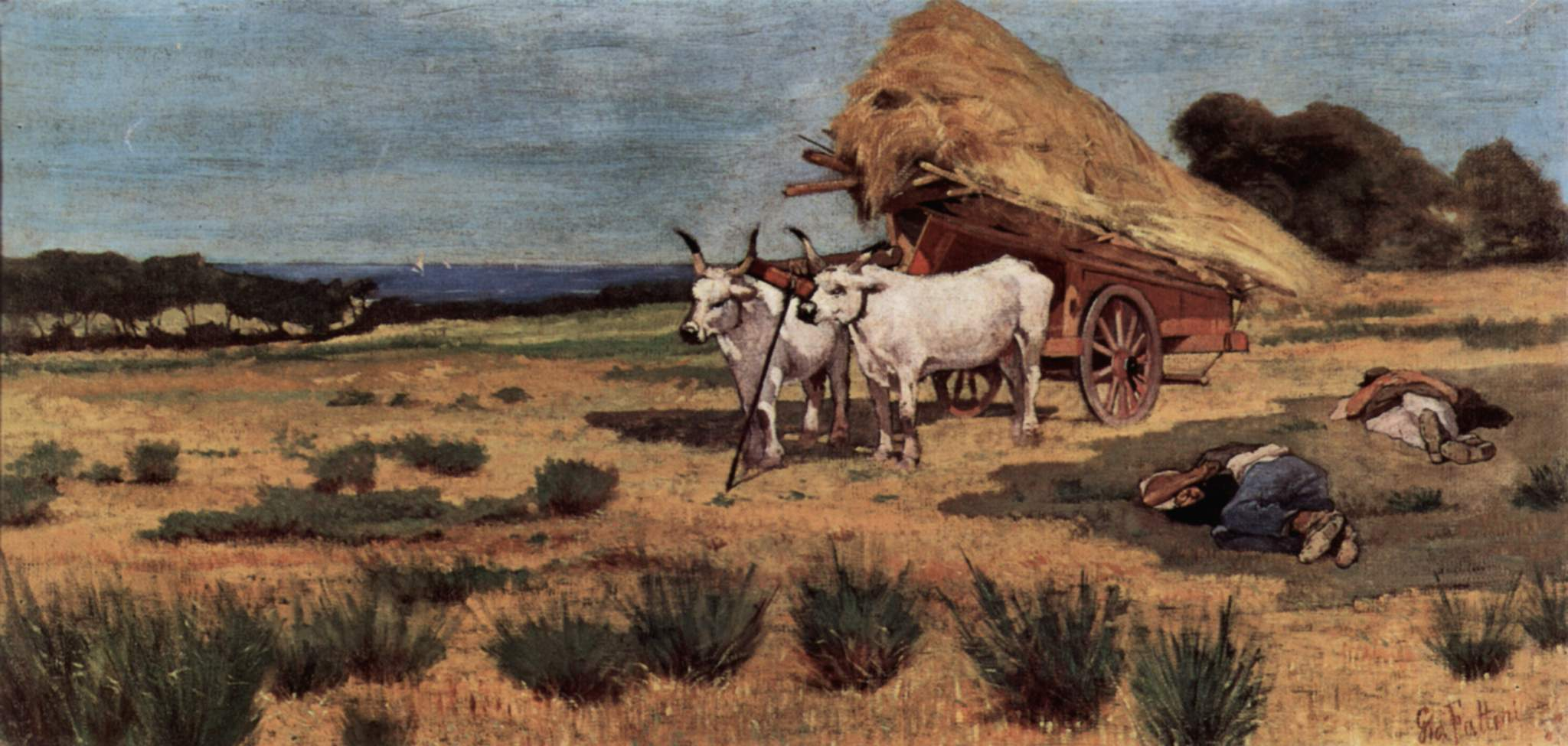
Riposo in Maremma (circa 1873)
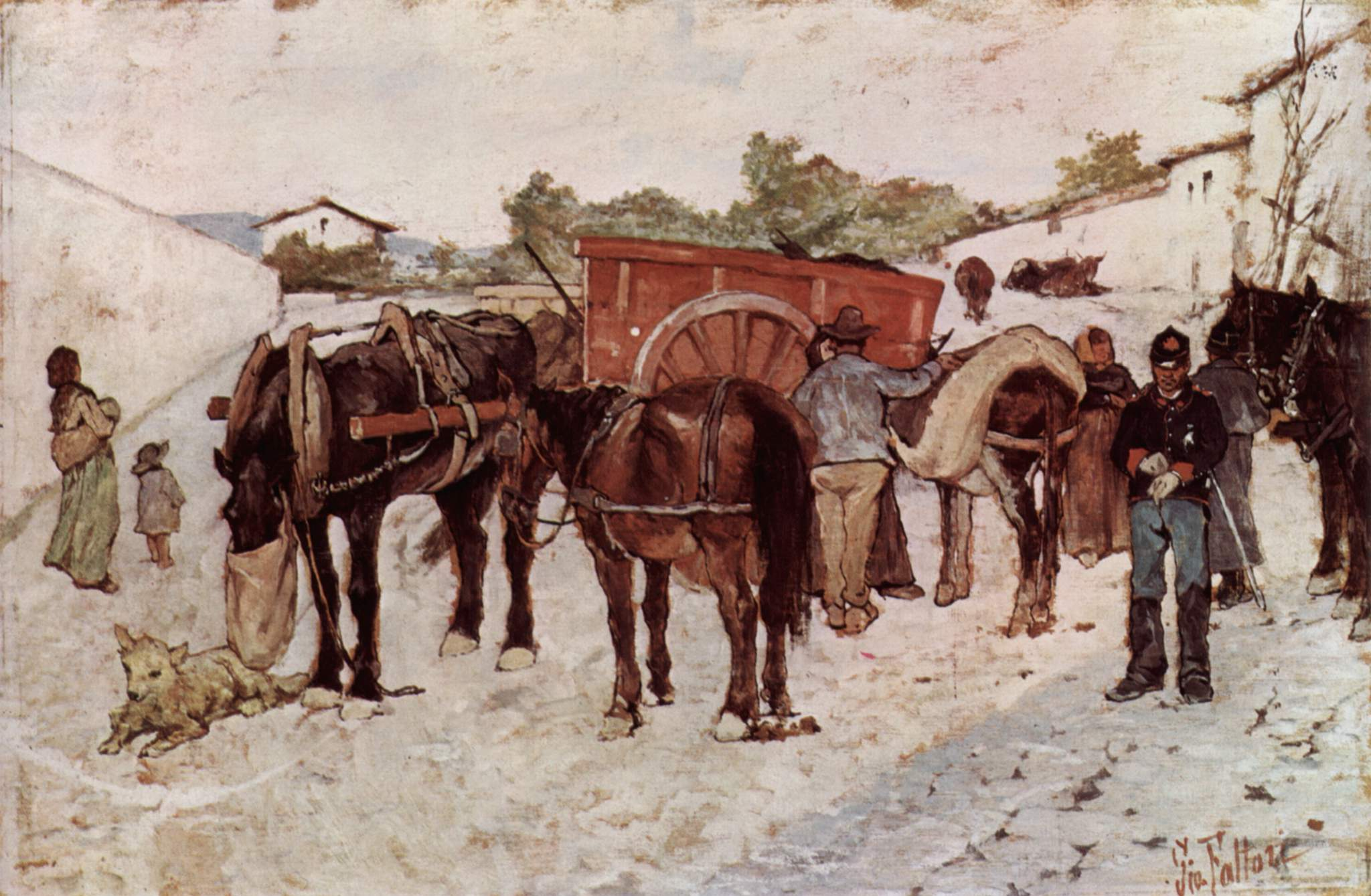
Strada cu țărani și soldați
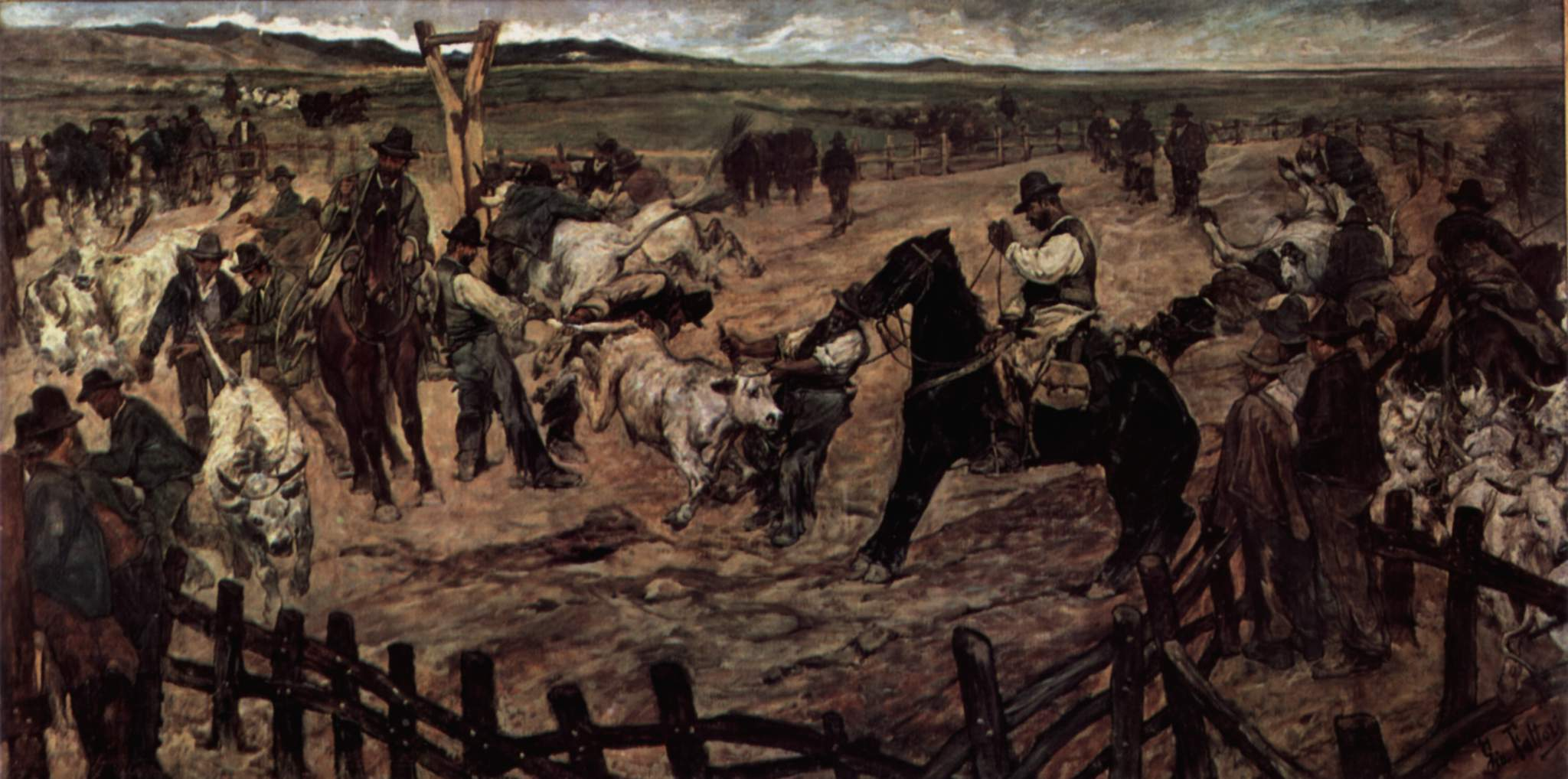
Marcarea taurilor tineri